# 토블레로네
토블레로네(독일어: Toblerone [to.blɛ.ˈʁo.ne][*])는 스위스에서 생산되는 초콜릿 바이다. 삼각기둥 모양으로 생긴 것이 특징이며 이는 알프스의 스위스 쪽 봉우리인 마터호른을 상징한다. 로고에도 마터호른이 들어가 있다.

## 역사

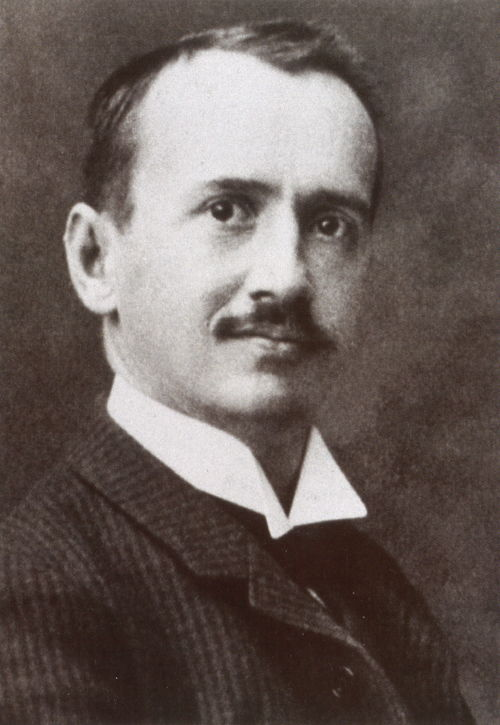
테오도르 토블러 (1876–1941)

토블러로네는 테오도르 토블러(Theodor Tobler)와 에밀 바우만(Emil Baumann)이 스위스 베른에서 1908년에 만들었다. 이들은 누가와 아몬드, 벌꿀을 조합하여 삼각기둥 모양의 밀크 초콜릿을 만들었다. 명칭은 테오도르 토블러의 이름과 이탈리아에서 생산되는 누가의 일종인 토로네(torrone)의 합성어이다.

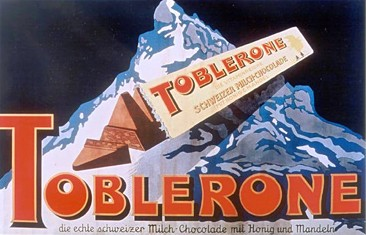
1920년대 토블레로네 광고

1909년 이후 베른의 공장에서 생산되어 국제적으로 널리 판매되어 큰 인기를 끌었고, 상표와 독특한 제품 형태는 특허를 받았다.
토블러로네 사는 1970년 스위스의 다른 초콜릿 회사인 슈샤드(Suchard)와 합병하여 밀카가 되었고, 1990년 미국의 식품회사 크래프트 푸즈(Kraft Foods)에 인수되어 현재 토블러로네는 크래프트 푸즈의 산하 브랜드로 들어가 있다. 대한민국에서는 크래프트와 제휴한 동서식품에서 수입·판매한다.

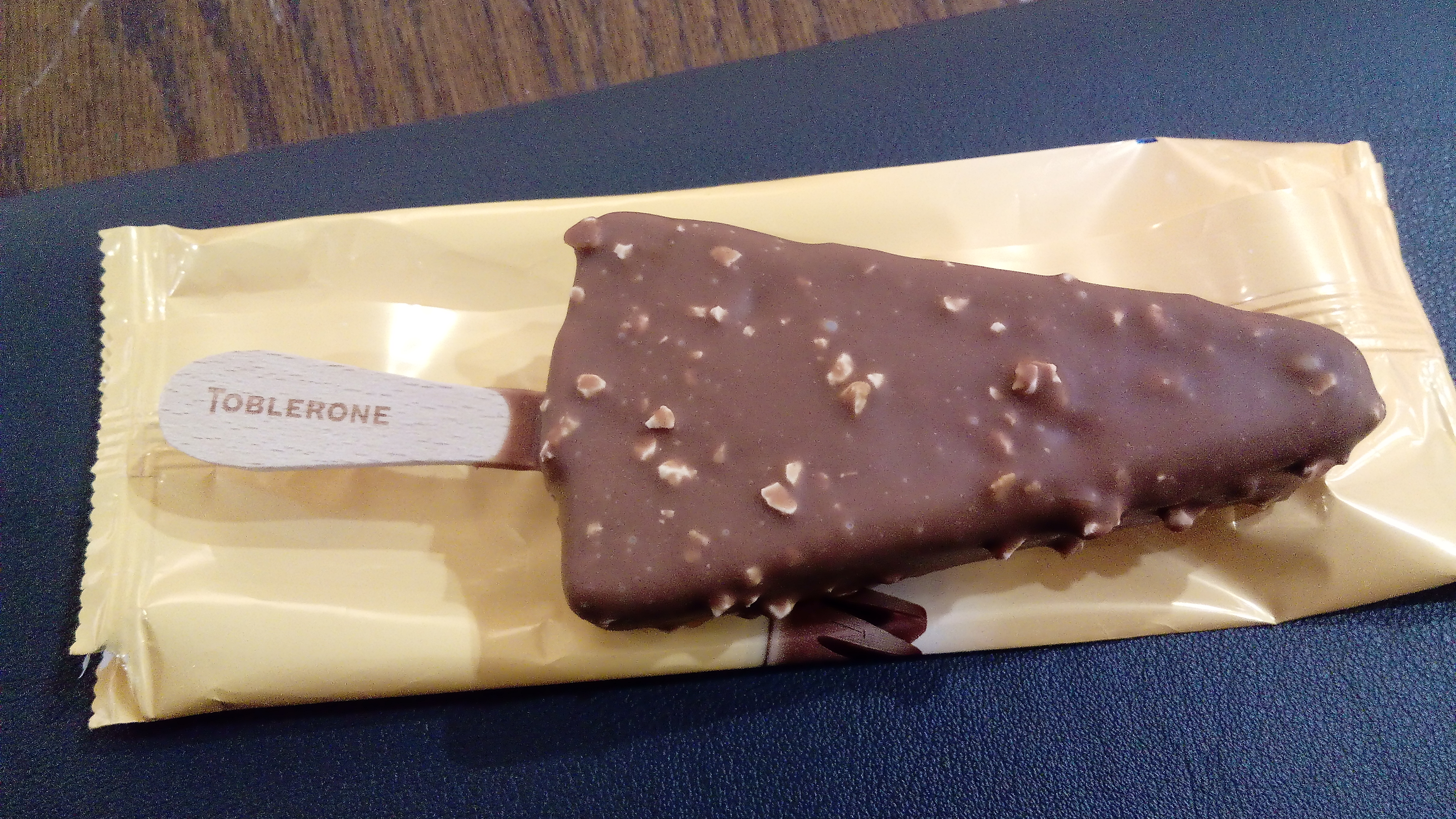
아이스크림으로 출시된 토블레로네